# 德陵 (南漢)
南汉德陵，是中国五代十国南汉奠基人烈宗刘隐的陵墓，俗称刘王冢，位于今中国广东省广州市番禺区小谷围岛华南师范大学大学城校区内。
896年，刘隐出兵攻取广州，成为岭南地区最大的割据势力。905年，拜节度使。909年被朱温封为南平王。911年，朱温封他为南海王。917年，其弟刘岩称帝，国号汉，追尊刘隐为襄帝，庙号烈宗，陵号德陵。
德陵南距康陵800米，坐南朝北，由墓道、封门、前室、后室四部分组成。墓室被盗，墓道中出土了五代瓷器比如青瓷罐和釉陶罐等。
2006年5月25日，公布为第六批全国重点文物保护单位。